# Église Saint-Georges d'Ydes-Bourg
L'église Saint-Georges est une église de style roman auvergnat située dans le village d'Ydes-Bourg, à 3 km au sud-est d'Ydes, dans le département français du Cantal en région Auvergne-Rhône-Alpes.

## Historique
L'église a été construite au XIIe siècle. D'abord commanderie templière, elle passe aux hospitaliers de Saint-Jean de Jérusalem en 1313.
Elle fait l'objet d'un classement au titre des monuments historiques par la liste de 1862.

## Architecture
L'église Saint-Georges est édifiée en pierre de taille assemblée en grand appareil. 

### Le porche
La façade occidentale présente un porche très profond voûté en berceau légèrement brisé.
Le porche présente des similitudes avec ceux de l'église Saint-Martin de Sauvat, de la priorale Saint-Victor et Sainte-Madeleine de Chastel-Marlhac et de l'église Saint-Mathieu de Salers : « véritables structures occidentales, ces porches romans de Haute-Auvergne mettent en valeur la façade par des formes massives, avec ou sans avant-corps ».
L'arc qui borde le porche est orné d'une moulure décorée de figures anthropomorphes et zoomorphes.
Au fond du porche, la porte est constituée de deux baies surmontées chacune d'un arc en plein cintre. Le tympan est orné d'une « tête hurlante », nommée « Salguebrou » (Sauve-toi,…brrr !) ou encore « Salgabri » dans la région,,,. Ce genre de tête, dont le but devait être de chasser les démons et de défendre l'accès de l'église aux mauvais esprits, est assez commun en Auvergne puisqu'on en trouve au porche des églises de Sauvat, Allanche, Fontanges et Sainte-Anastasie, ainsi qu'à l'angle de la tourelle d'escalier de l'église Saint-Georges de Compains,,,,.
Les murs nord et sud du porche abritent deux beaux bas-reliefs figurant l'Annonciation et Habacuc.

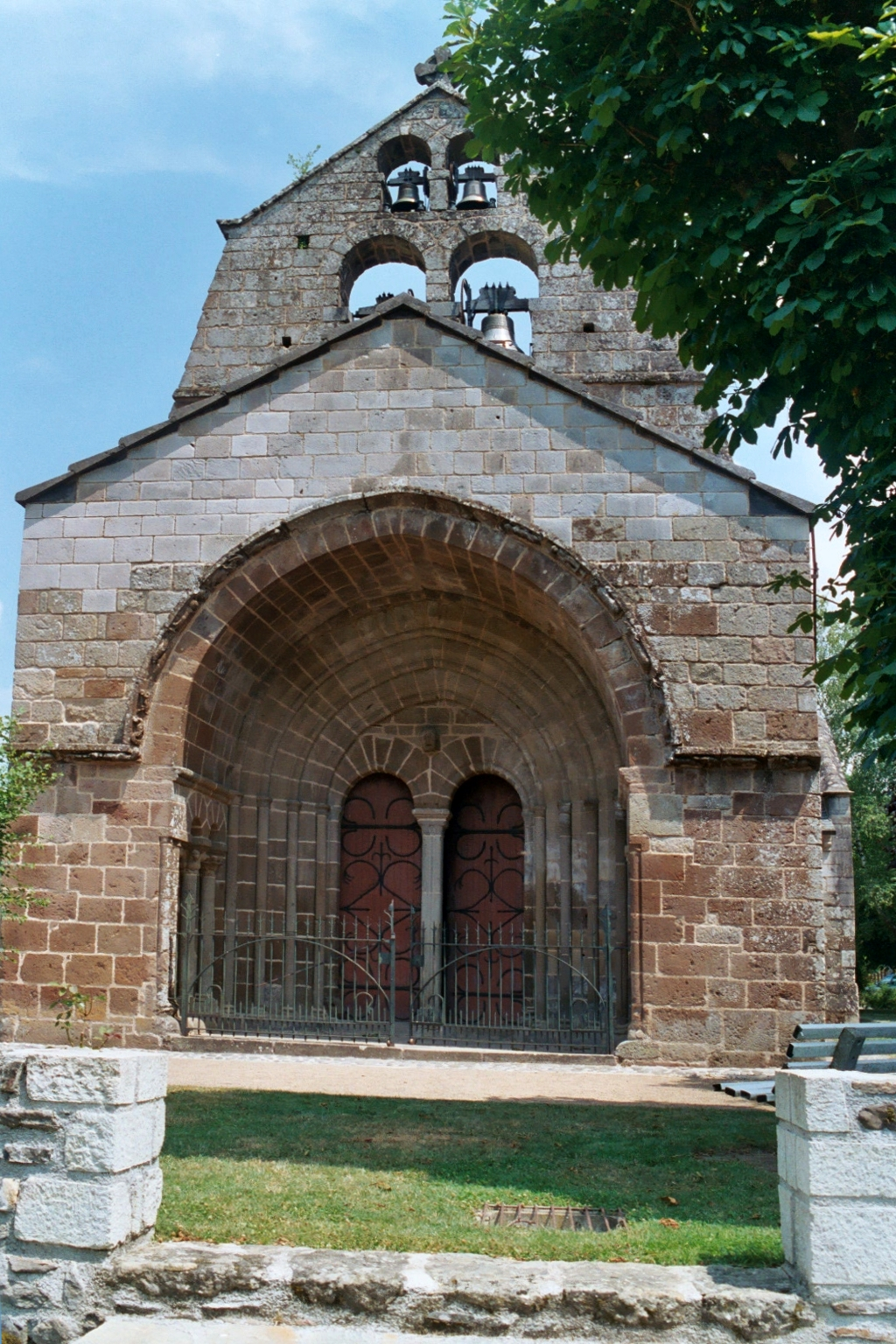
Le porche.
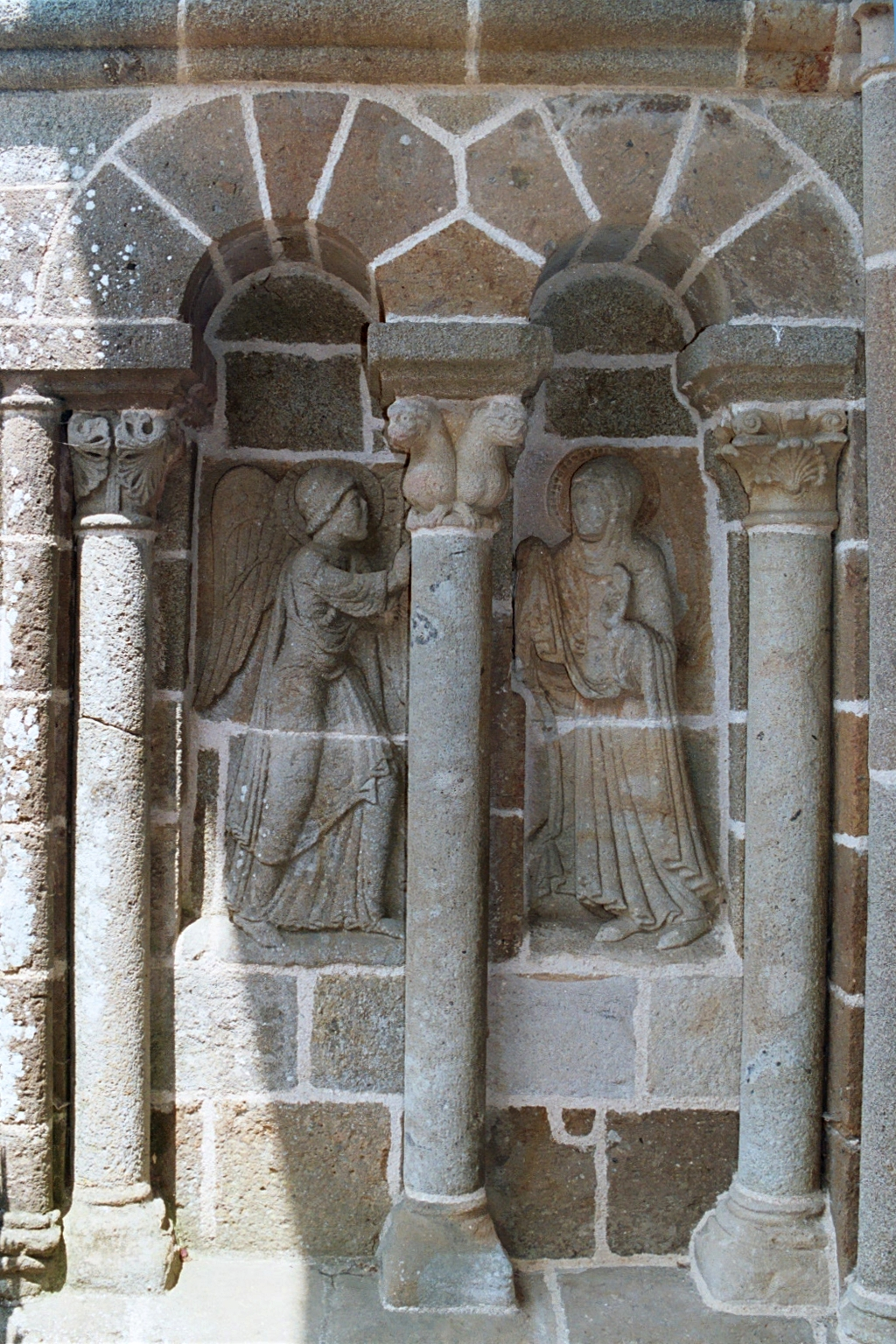
Mur nord : Annonciation.
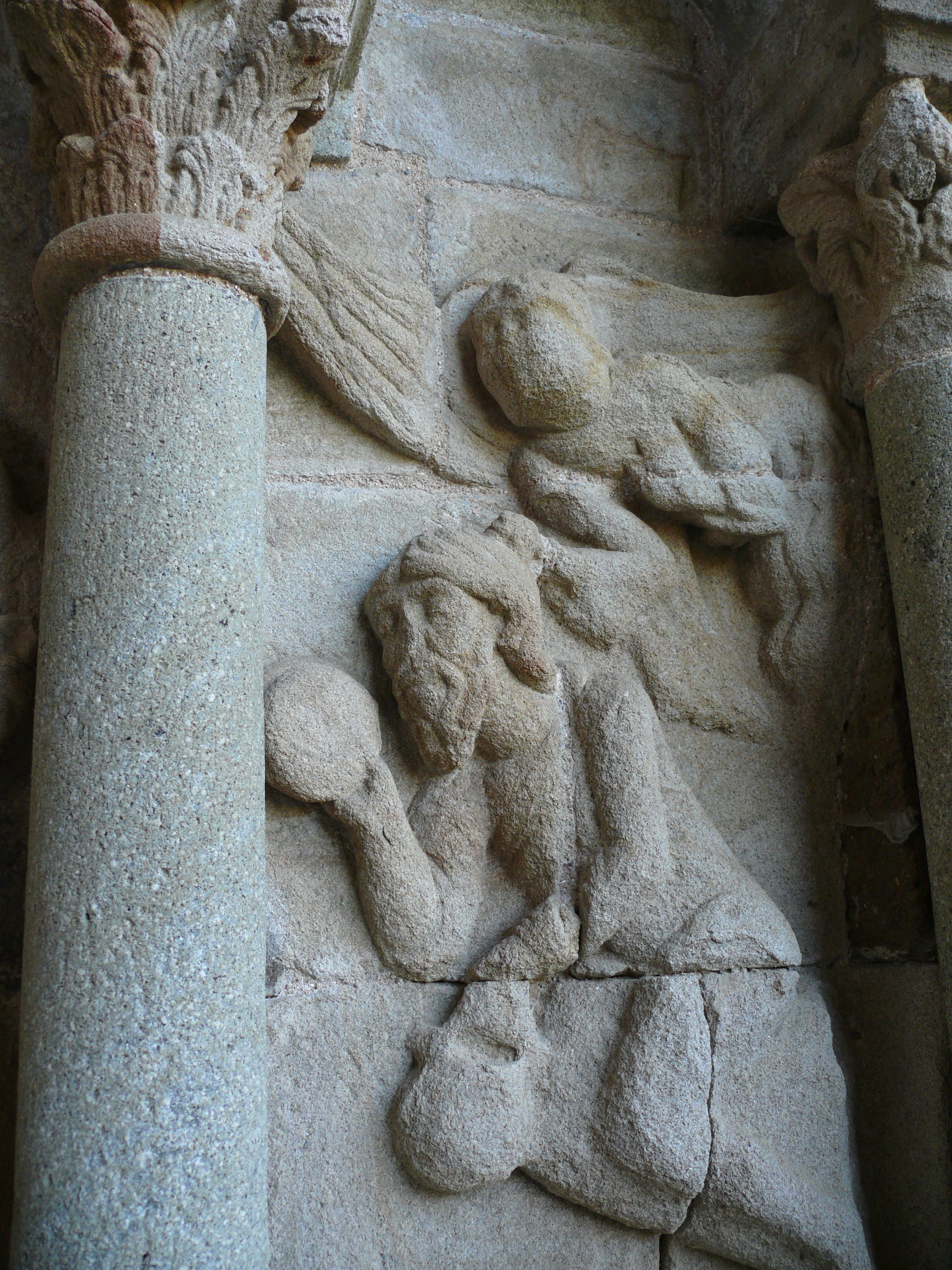
Mur sud : Habacuc.

### Le chevet
L'église possède un très beau chevet à grand appareil très régulier. Ce chevet est constitué d'une abside semi-circulaire unique dont la maçonnerie est rythmée par de puissantes colonnes engagées.
Chacune des fenêtres absidiales est encadrée de colonnettes surmontées de chapiteaux géométriques supportant un arc torique. L'arc qui surmonte cet arc torique possède un intrados en plein-cintre et un extrados en arc légèrement brisé; il est bordé d'un élégant cordon torsadé qui se prolonge sur les colonnes engagées.
L'abside est couronnée d'une arcature composée d'une série d'arcades supportées par des modillons figurant des visages humains très expressifs.

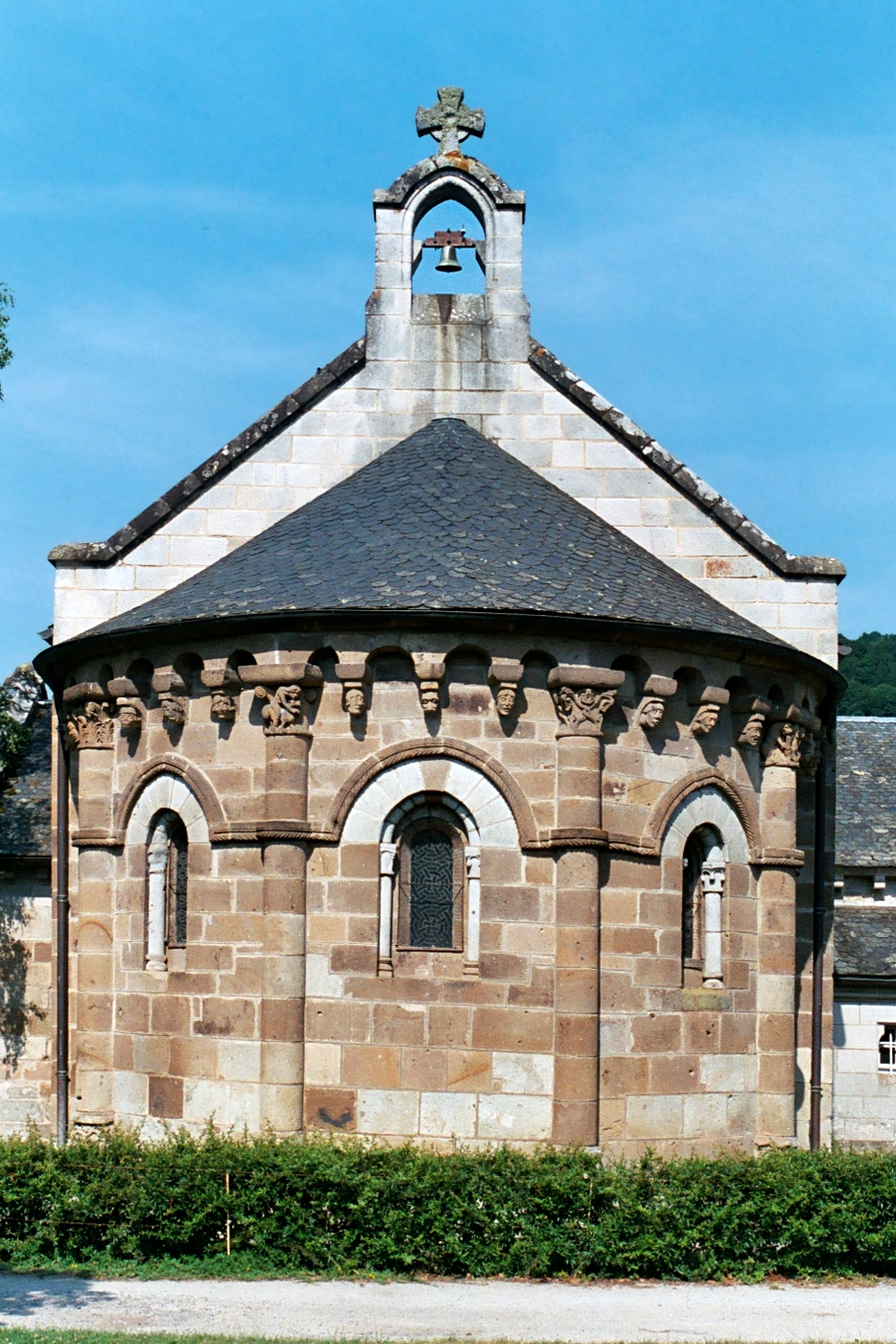
Le chevet.
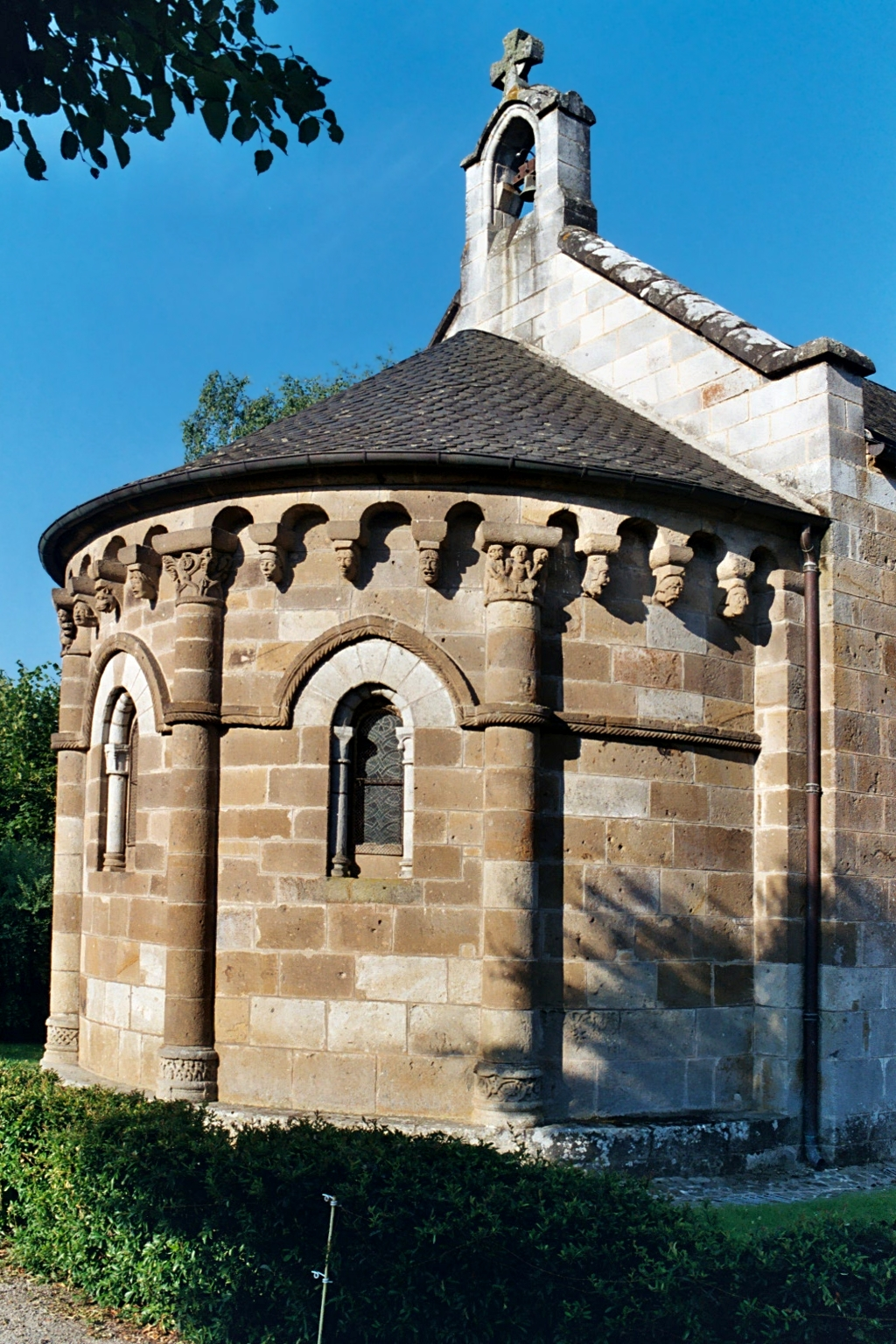
Le chevet.
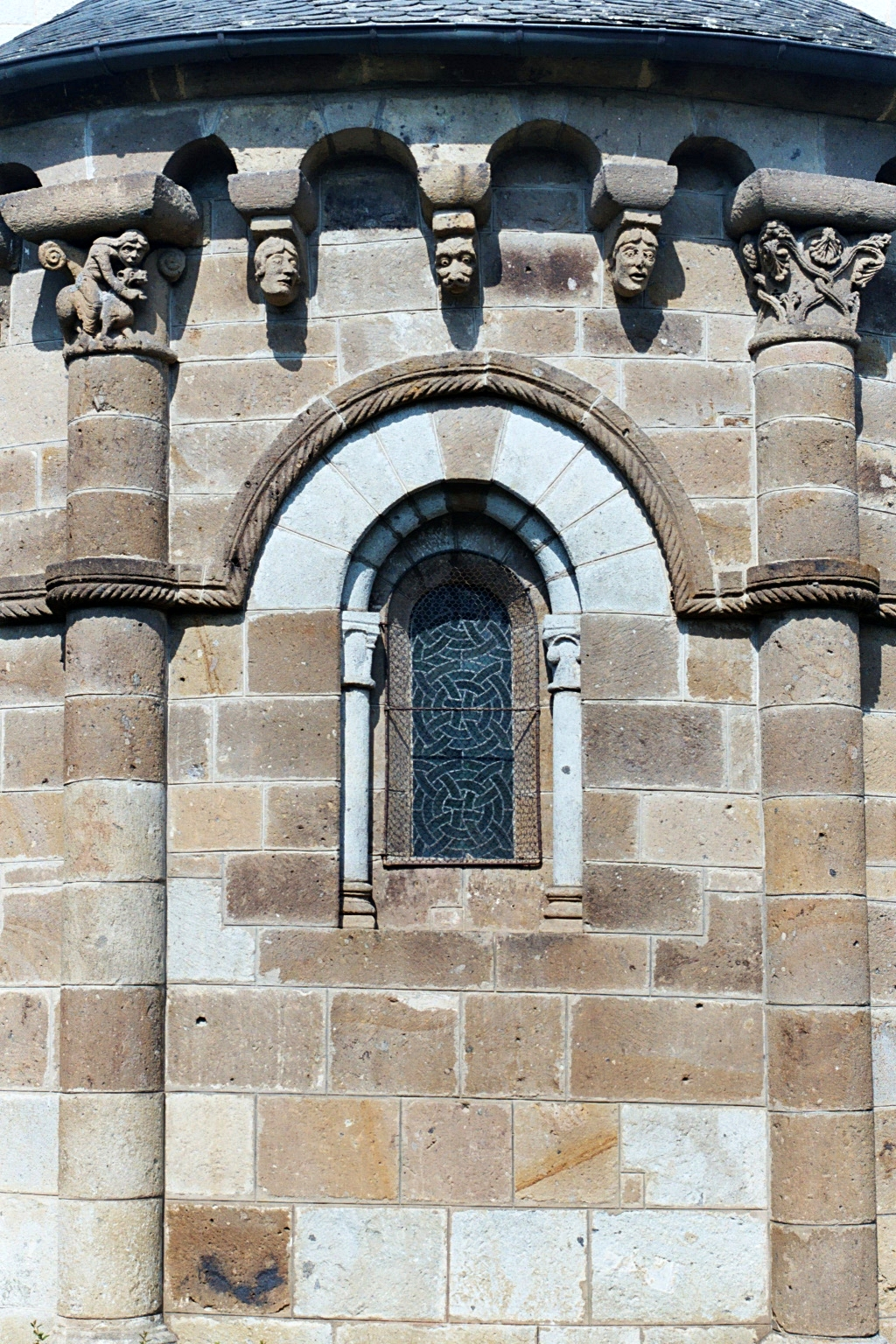
La fenêtre axiale.
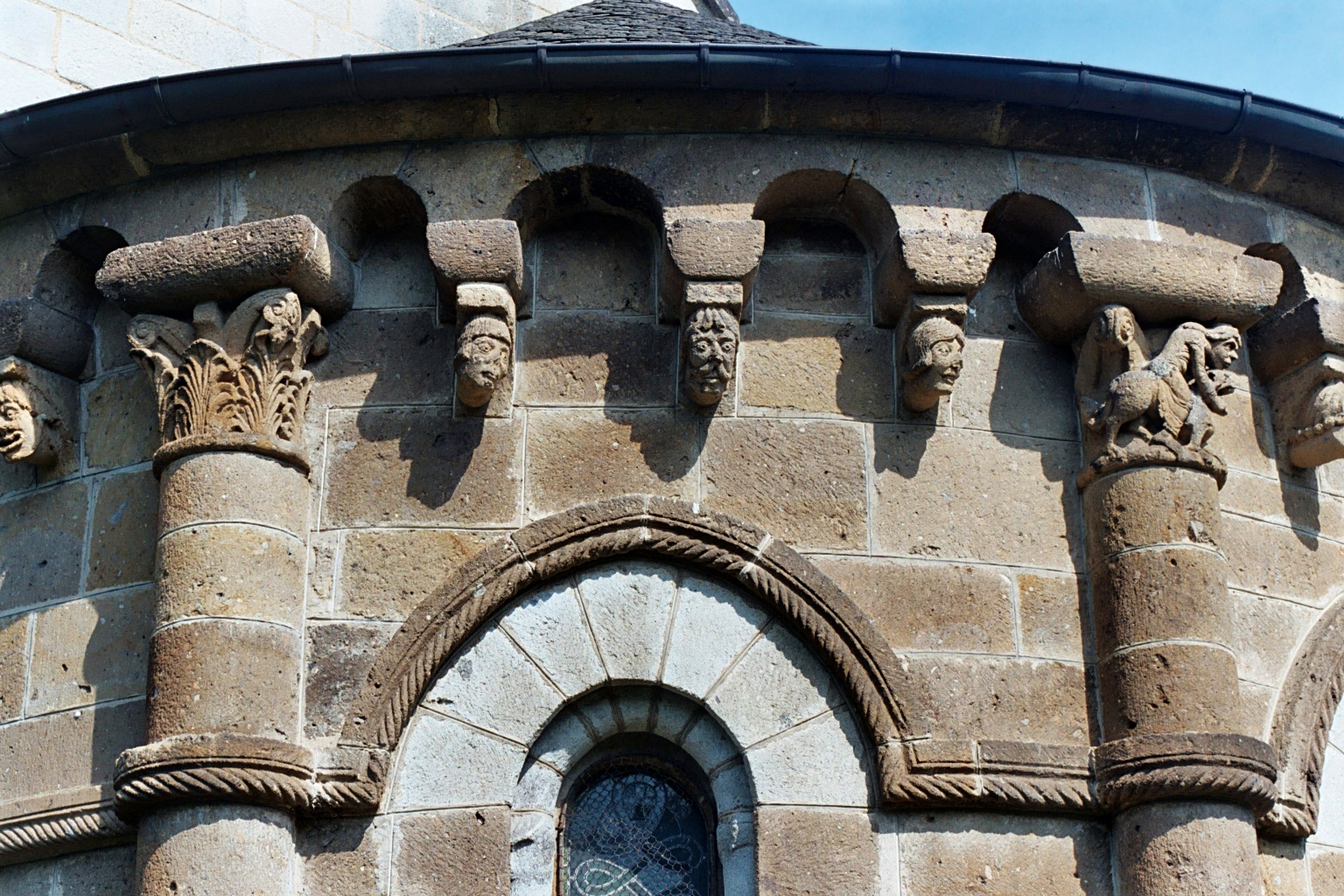
Modillons du chevet (côté nord).
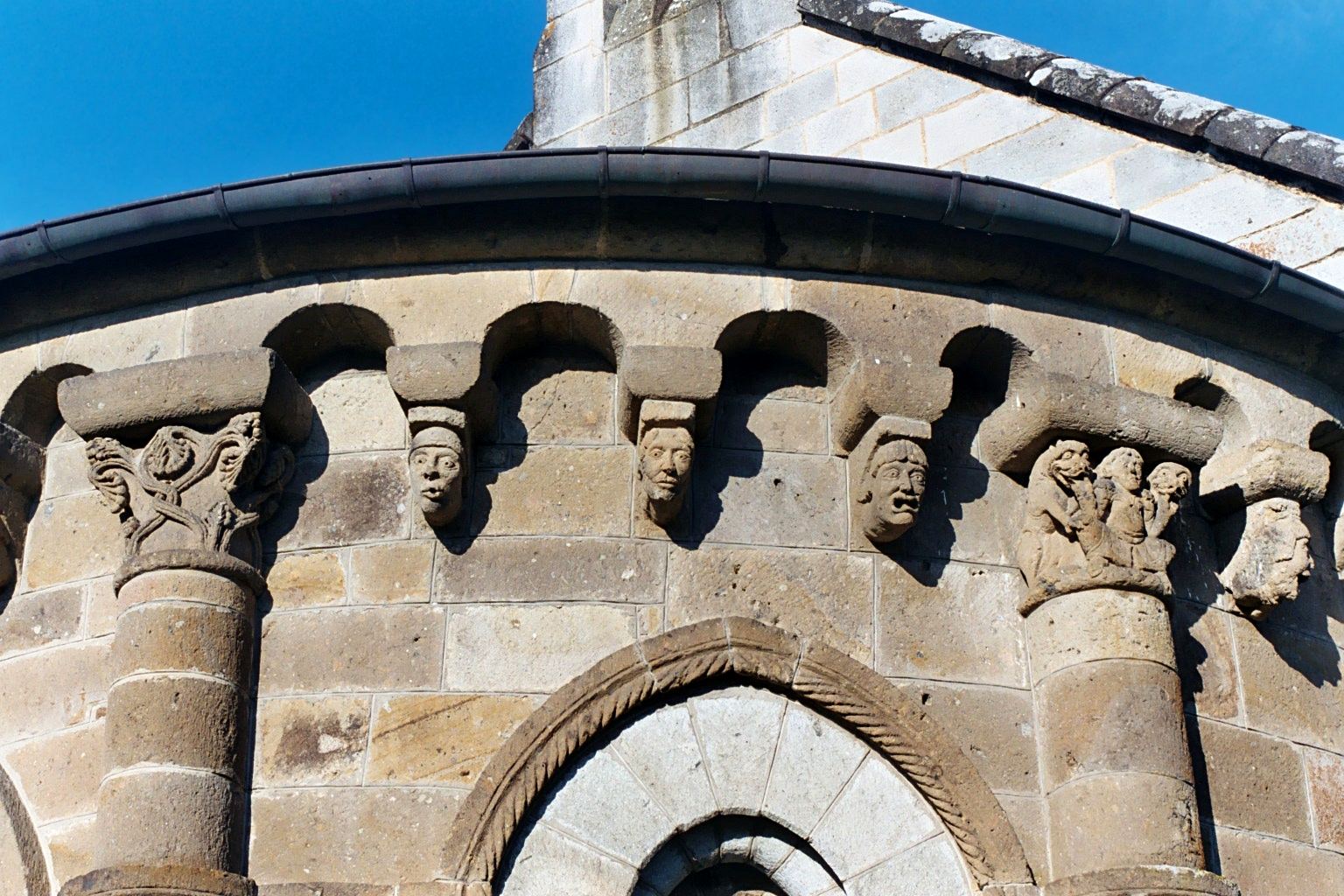
Modillons du chevet (côté sud).

### L'intérieur

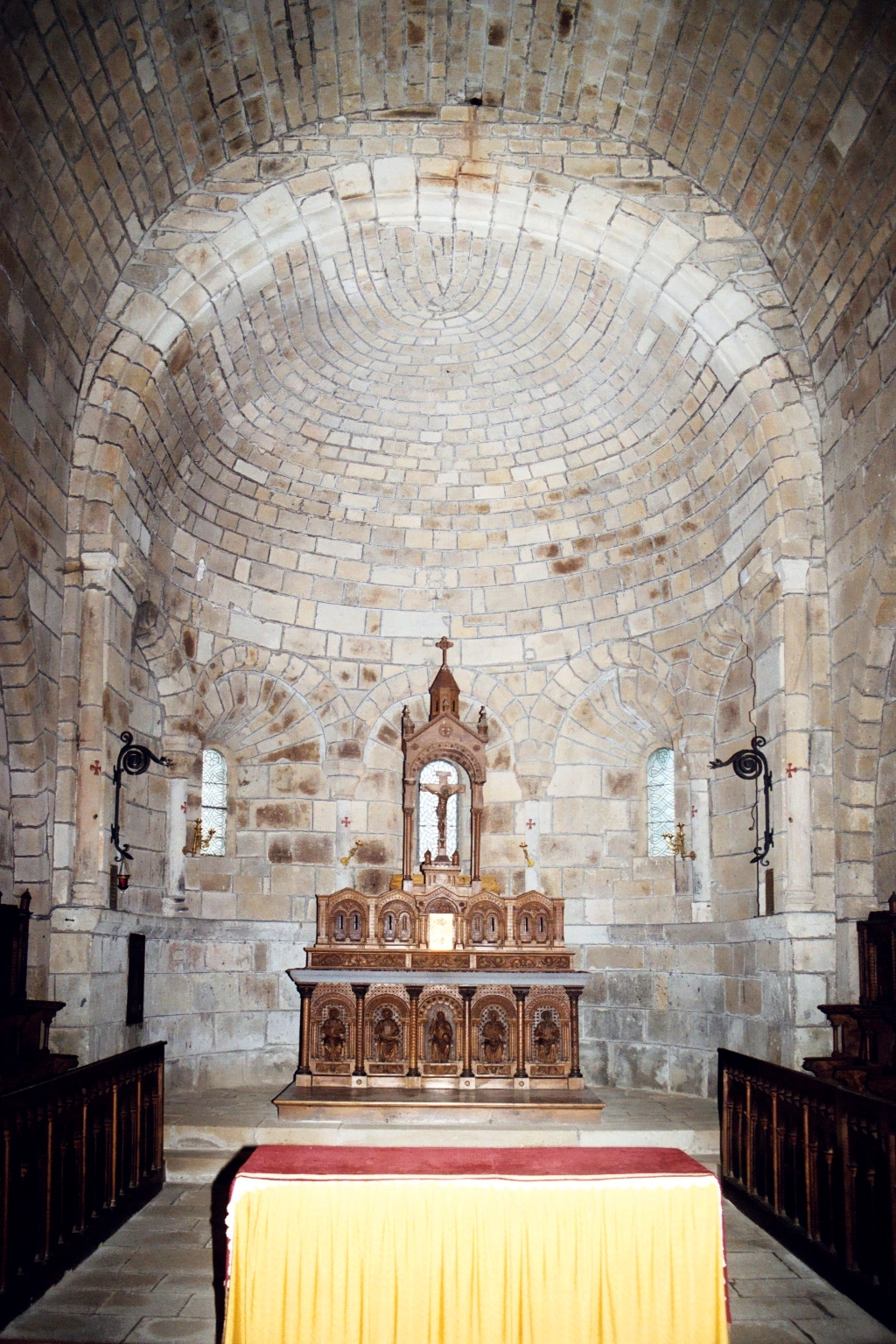
Le chœur.

L'intérieur est en pierre de taille apparente.
L'abside est voûtée en cul-de-four et est ornée d'une série de cinq arcades, deux aveugles et trois ajourées, tandis que la nef est voûtée en berceau plein-cintre.